# Дитенхайм
Дитенхайм (на немски: Dietenheim) е град с 6750 жители (към 31 декември 2017) в регион Тюбинген в Баден-Вюртемберг в Германия. Намира се между Улм и Меминген на река Илер.
Дитенхайм е споменат за пръв път през 973 г. Получава ок. 1280 г. права на град от братята графовете Хартман V фон Кирхберг-Бранденбург и Ото V фон Бранденбург и е център на господството Кирхберг-Бранденбург. От 1539 г. господството принадлежи на граф Антон Фугер.
- Дитенхайм
- Църквата „Св. Мартин“
- Кирхщрасе
- Фугерхауз